# Stiftung Mecklenburg
Die Stiftung Mecklenburg ist eine 1973 in Ratzeburg (Schleswig-Holstein) gegründete Stiftung, die 2009 ihren Sitz nach Schwerin (Mecklenburg) verlagerte.

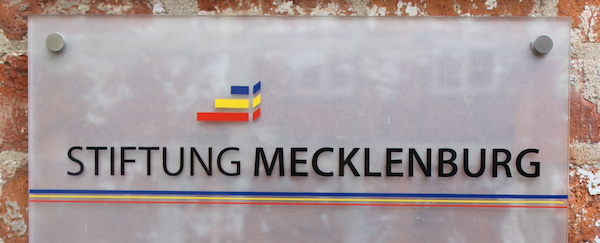
Logo der Stiftung Mecklenburg auf dem Eingangsschild zur Dauerausstellung in Schwerin

## Aufgaben
Die Stiftung widmet sich der Sammlung und dem Erhalt von Mecklenburgica sowie der Erforschung und Vermittlung der mecklenburgischen Geschichte. Zu den bei der Stiftung Mecklenburg gesammelten Mecklenburgica gehören neben Objekten zur Landesgeschichte ein größerer Kunstbestand mit Gemälden, Aquarellen, Zeichnungen, Plastiken, ein Bestand Mecklenburger Münzen, ein Fotobestand mit einer umfangreicheren Sammlung aus dem Hamburger Fotoatelier A. Mencke (gegründet von August Mencke) mit mecklenburgischen Gutshäusern und anderen Ortsansichten aus der Zeit um 1890. Die Stiftung verfügt zudem über eine Ansichtskartensammlung mit fast 8.000 Einzelstücken. Ein besonderer Schwerpunkt der Sammlung ist die Geschichte der im Mai 2012 aufgelösten Landsmannschaft Mecklenburg.

## Geschichte bis 1989

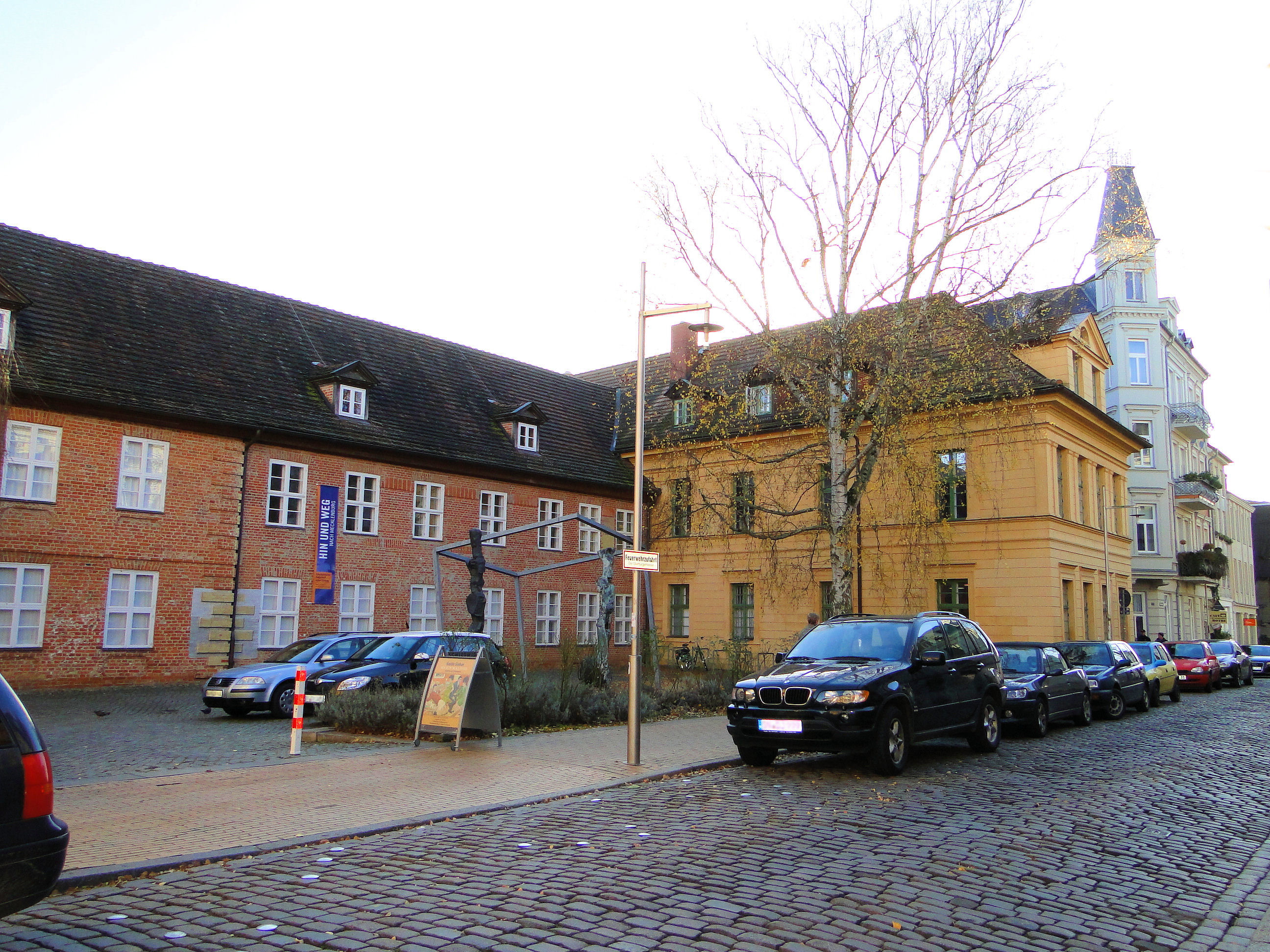
Schleswig-Holstein-Haus in Schwerin, seit 2009 Sitz der Stiftung Mecklenburg

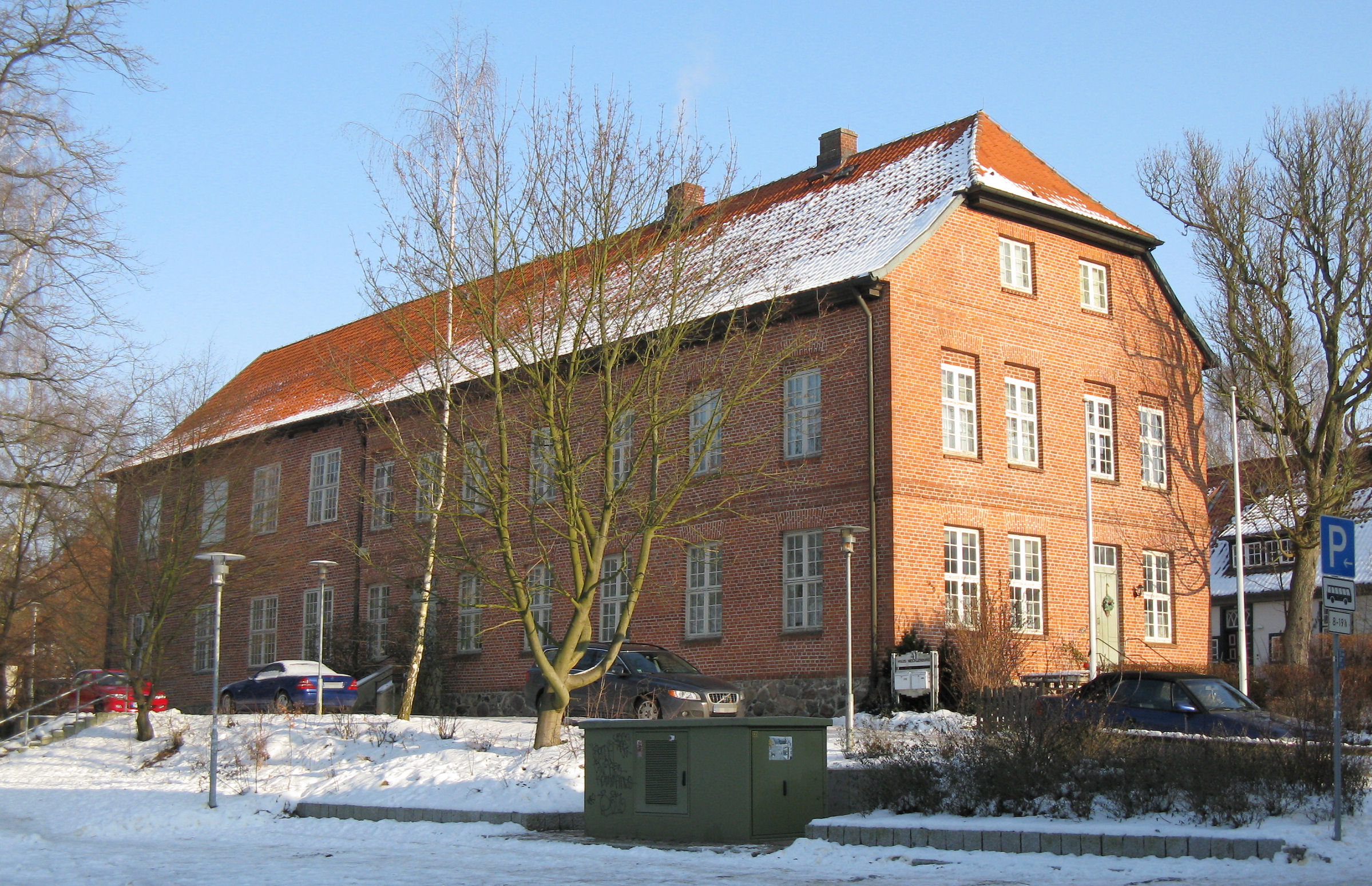
Haus Mecklenburg in Ratzeburg (ehem. Domkaserne), Stiftungssitz bis 2009

Die Stiftung wurde 1973 in Ratzeburg durch die Landsmannschaft Mecklenburg gegründet und mit Erlass des Innenministers des Landes Schleswig-Holstein vom 1. Juni 1973 genehmigt. Am 4. August 1973 konstituierte sich die Stiftung in Ratzeburg. Zum Vorsitzenden des Stiftungsrates wurden Landrat a. D. Gerhard Wandschneider, zu seinem Stellvertreter Landrat Klaus Prößdorf gewählt. Vom Ministerpräsidenten des Landes Schleswig-Holstein wurden der Leitende Ministerialrat Karl Treml und von der Landsmannschaft Mecklenburg Walter Wegner und Karl Werner Flint in den Stiftungsrat berufen. Dieser bestellte Peter Heitmann zum Vorstand der Stiftung.
Nach dem Tod Gerhard Wandschneiders übernahm 1981 der Landrat des Kreises Herzogtum Lauenburg, Günter Kröpelin für fast zwei Jahrzehnte den Vorsitz des Stiftungsrates der Stiftung Mecklenburg.
Das Amt des Vorstandsvorsitzenden wurde 1982 an den Schulrat d. D. Hans Jürß übergeben.
Nach ihrer Gründung erhielten Stiftung und Landsmannschaft Mecklenburg im September 1973 auf dem Domhof Ratzeburg im heutigen Kreismuseum, ehemals Dompropsteigebäude, auch Herrenhaus genannt, die Möglichkeit, ein eigenes Kulturzentrum einzurichten. Im Jahr 1982 erhielt die Stiftung neue Räume im alten Kreishaus am Ratzeburger Markt, bevor sie 1986 in der sogenannten Domkaserne, dem „Haus Mecklenburg“ ein großzügiges Domizil auf dem Ratzeburger Domhof beziehen konnte. Die DDR-Staatssicherheit führte ab 1986 in der Bezirksverwaltung Rostock zur Stiftung zwei Feindobjektakten, zur Stiftung selbst unter dem Decknamen „Burg“ (MfS BV Rostock AOP 22/92) und zum Haus Mecklenburg, Domhof 41, unter dem Decknamen „Dach“ (MfS BV Rostock AOP 21/92).
Infolge einer erweiterten langfristigen Förderung durch das Land Schleswig-Holstein war die Stiftung seit 1989 in der Lage eine hauptamtliche Geschäftsführung zu unterhalten. Als langjähriger Geschäftsführer trat Klaus Lüders sein Amt an. Der promovierte Politologe führte die Geschäfte der Stiftung bis zum April 2004. Dann musste die Stiftung aufgrund ausbleibender Förderung den Geschäftsführer sowie die teilzeitbeschäftigte Sekretärin entlassen. Lediglich eine Halbtagskraft im Bibliotheksbereich blieb wegen Unkündbarkeit beschäftigt.

## Entwicklung seit 1989
Mit der Deutschen Einheit erfolgte eine konzeptionelle Neuorientierung der Stiftungsarbeit. Die Satzung wurde überarbeitet und trat 1993 mit deutlichen Veränderungen in Kraft. Seitdem beteiligte sich das Land Mecklenburg-Vorpommern neben dem Land Schleswig-Holstein und dem Kreis Herzogtum Lauenburg an der Förderung der Stiftungsarbeit und erhielt Sitze und Stimmen in den Stiftungsgremien.
Zehn Jahre später stellten die Länder die finanzielle Förderung der Stiftung ein bzw. reduzierten sie auf ein Minimum. Die nunmehrigen Verantwortlichen in den Stiftungsgremien um den Landrat des Kreises Herzogtum Lauenburg, Gerd Krämer als Stiftungsratsvorsitzenden und Jürgen Meier als Vorstandsvorsitzenden mussten unter diesen Bedingungen nach einer neuen Perspektive für die Stiftung suchen.
Nach intensiven Beratungen fasste der Stiftungsrat 2007 den Beschluss, den Sitz der Stiftung bis 2010 nach Mecklenburg-Vorpommern zu verlegen. Um diesen hatten sich einige mecklenburgische Städte beworben. Die Wahl fiel per Beschluss im Jahre 2008 auf die Landeshauptstadt Schwerin. Dort wurde 2009 die neue Geschäftsstelle in einem Seitenflügel des Kulturforums „Schleswig-Holstein-Hauses“ eingerichtet.
Im Jahr 2010 konstituierte sich der Stiftungsrat auf der Grundlage einer abermals überarbeiteten, nun wieder stärker an der ursprünglichen Fassung orientierten Stiftungssatzung in Schwerin neu. Das Amt des Stiftungsratsvorsitzenden übernahm der Minister für Bildung, Wissenschaft und Kultur des Landes Mecklenburg-Vorpommern, Henry Tesch. Es wurde mit Helmuth Frhr. v. Maltzahn, Ulrichshusen, Birgit Hesse, Landrätin des Kreises Nordwestmecklenburg und Erwin Kudsk, Bundesvorsitzender der Landsmannschaft Mecklenburg, ein neuer Vorstand berufen. Den Vorsitz übernahm Helmuth v. Maltzahn.
Im gleichen Jahr konnte mit Unterstützung durch das Land Mecklenburg-Vorpommern in Schwerin eine neue Geschäftsführung die Arbeit aufnehmen. Geschäftsführerin wurde Regine Marquardt.
Seither ist die Stiftung mit verschiedenen Projekten, Ausstellungen und Publikationen in Mecklenburg-Vorpommern hervorgetreten. Dabei hat sie mit vielen Partnern wie beispielsweise der Historischen Kommission für Mecklenburg e. V. oder dem Museumsverband in Mecklenburg und Vorpommern e. V. zusammengearbeitet.
Im Dezember 2014 übernahm Ulrike Petschulat die Geschäftsführung. Seit Beginn des Jahres 2019 ist der promovierte Historiker Florian Ostrop Geschäftsführer der Stiftung Mecklenburg.

## Ausstellung zur mecklenburgischen Landesgeschichte und Landeskunde
In ihren Räumen in Schwerin zeigt die Stiftung eine Dauerausstellung mit dem Anspruch, in einer Stunde einen Überblick über 300 Jahre mecklenburgische Landesgeschichte zu geben.

## Virtuelles Landesmuseum Mecklenburg-Vorpommern
Gemeinsam mit dem Museumsverband in Mecklenburg-Vorpommern schaltete die Stiftung Mecklenburg im Dezember 2014 das Online-Portal Virtuelles Landesmuseum Mecklenburg frei. Dieses wurde in den kommenden Jahren mehrfach erweitert und repräsentiert seit 2017 als Virtuelles Landesmuseum Mecklenburg-Vorpommern Häuser aus dem gesamten Bundesland. Das digitale Museumsnetzwerk vereint seit März 2020 rund 400 Objekte aus 51 musealen Einrichtungen. In der Darstellung findet die unterschiedliche Geschichte der Landesteile Mecklenburg und (Vor-)Pommern konsequente Berücksichtigung.

## Preise
1976 verlieh die Stiftung erstmals den in § 2 ihrer Satzung vorgesehenen Friedrich-Siems-Preis für Verdienste um die Pflege niederdeutschen bzw. mecklenburgischen Liedgutes im Chorgesang und seit 1988 einen Förderpreis für wissenschaftliche oder künstlerische Arbeiten der Pflege und Fortführung der mecklenburgischen Kultur. Mit dem Friedrich-Siems-Preis wurde am 9. Oktober 1976 in Ratzeburg der Gemischte Chor Concordia in Gudow und dessen Chorleiter Erich Koops ausgezeichnet. Den Förderpreis der Stiftung Mecklenburg erhielt am 17. November 1990 während der 1. Mecklenburger Kulturtage in Schwerin die deutsch-amerikanische Literaturwissenschaftlerin Liselotte M. Davis.
Seit dem Jahr 2017 vergibt die Stiftung den Preis für besondere Verdienste um die Bewahrung und Vermittlung mecklenburgischen Kulturerbes.

## Freundeskreis
Im Jahr 1977 entstand im Umfeld der Stiftung ein Freundeskreis der Stiftung Mecklenburg, dem ein Jahr später 90 Mitglieder angehörten. Deren Beiträge flossen der Stiftung zu. Das Anfangskapital der Stiftung in Höhe von 50.000 DM hat sich bis 1976 durch Spenden etwa verdreifacht.
Wesentlich für das Wachstum des Stiftungsvermögens war, dass die Stiftung von der 1974 erlassenen sogenannten Westvermögen-Zuführungsverordnung zur Abwicklung des Westvermögens ehemals östlich der Elbe ansässig gewesener Kreditinstitute profitieren konnte.
Dazu kamen die öffentlichen Zuwendungen, insbesondere des Landes Schleswig-Holstein, mit denen nennenswerte Ankäufe zur Erweiterung der Sammlung und damit des materiellen Vermögens der Stiftung bestritten werden konnten.
Zu Beginn des neuen Jahrtausends hatte sich der Kapitalstock der Stiftung den Umfang von 1 Mio. DM erreicht, heute mehr als 513.000 €.